# Rozlane krwawienie pęcherzykowe
Rozlane krwawienie pęcherzykowe (łac. haemorrhagia alveolaris diffusa, ang. diffuse alveolar hemorrhage, DAH) – wydobywanie się krwi z naczyń włosowatych w obrębie płuc i wypełnianie przez tę krew pęcherzyków płucnych. Zaburzenie to występuje w szeregu jednostek chorobowych oraz po niektórych lekach.

## Podział i etiologia
Rozlane krwawienie pęcherzykowe z zapaleniem naczyń

Ta postać rozlanego krwawienia pęcherzykowego występuje w poniższych chorobach i stanach:
- ziarniniakowatość z zapaleniem naczyń,
- mikroskopowe zapalenie naczyń,
- zapalenie naczyń włosowatych płucnych – izolowane,
- pierwotny zespół antyfosfolipidowy,
- krioglobulinemia mieszana,
- choroba Goodpasture’a,
- zapalenie naczyń związane z IgA,
- choroba Behçeta,
- postacie kłębuszkowego zapalenia nerek przebiegające z wytworzeniem kompleksów antygen-przeciwciało,
- toczeń rumieniowaty układowy i inne układowe choroby tkanki łącznej,
- ostre odrzucanie przeszczepu.

Rozlane krwawienie pęcherzykowe bez zapalenia naczyń
pojawia się w następujących sytuacjach:
- idiopatyczna hemosyderoza,
- choroba Goodpasture’a,
- nadciśnienie płucne
- po lekach takich jak penicylamina, kokaina, po przedawkowaniu acenokumarolu,
- ARDS.

Najczęściej rozlane krwawienie pęcherzykowe zdarza się w przebiegu układowych zapaleń naczyń i innych chorób tkanki łącznej, nieco rzadziej występuje ono w chorobie Goodpasture’a i w hemosyderozie. Zapalenie włosowatych naczyń płucnych predysponujące do DAH pojawia się najczęściej w przebiegu tych schorzeń, w których patogenezie biorą udział przeciwciała przeciw cytoplazmie neutrofilów (ziarniniakowatość Wegnera i mikroskopowe zapalenie naczyń).

## Objawy
W przebiegu rozlanego krwawienia pęcherzykowego można stwierdzić duszność, kaszel, krwioplucie oraz objawy choroby, która wywołała DAH. Nasilenie objawów może być różne.

## Badania dodatkowe
W badaniach krwi stwierdza się zwykle niedokrwistość, która  w przypadku przewlekłego rozlanego krwawienia pęcherzykowego może przebiegać z niedoborem żelaza. U chorych z układowymi zapaleniami naczyń czy innymi układowymi chorobami tkanki łącznej w badaniach serologicznych stwierdza się obecność autoprzeciwciał. W badaniu rentgenowskim klatki piersiowej widoczne są plamiste lub rozsiane zmiany naciekowe mogące zmieniać położenie i ulegać regresji. W badaniu tomokomputerowym widoczne są  tzw. zmiany o charakterze mlecznego szkła. W badaniu zdolności dyfuzyjnej płuc stwierdza się początkowo zwiększenie wartości zdolności dyfuzyjnej (co jest związane z wiązaniem się tlenku węgla z hemoglobiną przechodzącą do pęcherzyków płucnych) a następnie jej zmniejszenie wynikające z uszkodzenia pęcherzyków. W bronchoskopii stwierdza się zwykle krew wydobywającą się z ujść oskrzeli segmentarnych. W przypadku rozlanego krwawienia pęcherzykowego można też wykonać płukanie oskrzelowo-płucne, gdzie w popłuczynach stwierdza się ponad 20%  makrofagów obładowanych hemosyderyną.

## Leczenie
Należy leczyć przede wszystkim jednostkę chorobową, która wywołała rozlane krwawienie pęcherzykowe. W przypadku hemosyderozy płucnej stosuje się metyloprednizolon. Opisywano także jako skuteczną metodę leczenia podawanie rekombinowanego aktywowanego czynnika VII przez drogi oddechowe lub dożylnie, lek ten stosowano jednak do tej pory u nielicznych pacjentów.

## Przebieg i rokowanie
Nawracające krwawienie pęcherzykowe, o ile nie występuje duże krwioplucie, prowadzi do stopniowego uszkodzenia płuc przez zalegającą w pęcherzykach płucnych krew i do wystąpienia niewydolności oddechowej. Z kolei masywne krwioplucie w przebiegu DAH bywa niekiedy stanem bezpośredniego zagrożenia życia. Rokowanie zależy od choroby, która wywołała krwawienie pęcherzykowe.